# Muzaffarnagar
Muzaffarnagar (hindi मुज़फ़्फ़रनगर urdú مُظفٌر نگر) és una ciutat i municipi de l'Índia, a l'estat d'Uttar Pradesh, capital del districte de Muzaffarnagar i del tahsil de Muzaffarnagar. Està situat a 29° 28′ N, 77° 41′ E / 29.47°N,77.68°E i consta al cens del 2001 amb 316.452 habitants. Fa més de cent anys la població era el 1872 de 10.793 habitants, el 1881 de 15.080, el 1891 de 18.166 i el 1901 de 23.444. És la ciutat amb renda per capita més alta de l'Índia.

## Llocs interessants
- Temple de Bhairo Ka
- Temple de Sankirtan Bhawan (conegut com a Kirtan Bhawan) al barri de Nova Mandi
- Temple Balaji o Bhalaji Dham també al barri de Nou Mandi
- Vahelna, lloc sagrat jainista, a 4 km de la ciutat
- Shiv Chowk (Cor de la ciutat)
- Mercat de Bhagat Singh
- Lohia Bazaar o Loha Mandi
- Jhansi-ki-Rani Chowk
- Mercat S.D.
- Mercat Zila Parishad
- Sadar Bazaar
- Colònia Gandhi
- Mercat de la carretera de Roorkee
- New Mandi o Nova Mandi, barri
- Barri d'Abupura
- Colònia Adarsh
- Barri de Khaalapar
- Patel Nagar
- Barri de Prem Puri
- Colònia Saket
- Porta de Sarwat
- Fins a 10 cines i teatres notables
- A la rodalia hi ja Shukratal amb grans estàtues de l'Hanuman, Ganesha, Shiva i Durga i per l'arbre mil·lenari Vat Vraksha associat al Mahabharata i suposadament immortal.
- Està situada relativament propera a Meerut i Hastinapur.

## Història
Fou fundada per Khan-i-Jahan, un fill del senyor local Muzaffar Khan, vers 1633 al costat de l'antiga ciutat de Sarwat que va acabar absorbida per la nova. No va agafar importància fins al 1824 quan fou designada capçalera d'un subcol·lectorat del districte de Saharanpur i dos anys després va esdevenir capital del nou districte de Muzaffarnagar. La municipalitat es va formar el 1872. L'explotació del sucre i el blat fou la base de la seva prosperitat.